# Dimension Films
Dimension Films este o companie americană independentă inactivă de producție și distribuție de film și televiziune deținută de Lantern Entertainment. A fost anterior utilizată de Harvey și Bob Weinstein ca o etichetă a Miramax, care a fost achiziționată de The Walt Disney Company pe 30 iunie 1993, și mai târziu a devenit parte a The Weinstein Company (TWC) din 2005 până în 2018. Compania produce și lansează filme independente și titluri de genuri, specific filme horror și science fiction.
Frații Weinstein au luat eticheta Dimension cu ei când au separat-o din Miramax pe 1 octombrie 2005 și au așezat-o sub noua lor companie The Weinstein Company (TWC). Dimension Films a fost unul dintre "mini-majorii" americani, i.e., studiouri mici spre medii independente de producție de televiziune și filme. Cu toate acestea, concedierea lui Harvey Weinstein urmând acuzațiilor de hărțuire sexuală și abuz împotriva lui și problemelor financiare care au urmat au condus la declinul companiei. Studioul a declarat eventual faliment în februarie 2018, cu studioul independent Lantern Entertainment achiziționând o majoritate din librăria sa de film și active. Compania s-a închis la 16 iulie 2018.
Toate filmele lansate de Dimension Films înainte de 2005 (ca parte a Miramax) sunt deținute și distribuite în prezent de Paramount Pictures prin achiziția lui Paramount Global a 49% din acțiuni în Miramax care s-a efectuat la 3 aprilie 2020.

## Listă de filme
|                              | Lansare cinematografică                                |
| †                            | Lansare direct-pe-video                                |
| Filme lansate la televiziune | Lansare TV                                             |
| ∈                            | Lansare home video doar sub eticheta Dimension Extreme |

### Anii 1990
| Lansare SUA           | Titlu                                        | Producție | Distribuție | Note                                                             | Ref.   |
| --------------------- | -------------------------------------------- | --------- | ----------- | ---------------------------------------------------------------- | ------ |
| septembrie 11, 1992   | Hellraiser III: Hell on Earth                | Da        | Nu          |                                                                  | [ 4 ]  |
| decembrie 9, 1992 †   | Godzilla vs. Biollante                       | Nu        | Da          | distribuitor original al filmului în SUA, produs de Toho Studios | [ 5 ]  |
| ianuarie 29, 1993     | Children of the Corn II: The Final Sacrifice | Nu        | Da          |                                                                  | [ 6 ]  |
| iulie 9, 1993         | The Legend                                   | Nu        | Da          |                                                                  | [ 7 ]  |
| septembrie 3, 1993    | Fortress                                     | Nu        | Da          |                                                                  | [ 6 ]  |
| februarie 4, 1994     | Gunmen                                       | Nu        | Da          |                                                                  | [ 8 ]  |
| martie 18, 1994       | Mother's Boys                                | Da        | Nu          |                                                                  | [ 9 ]  |
| mai 11, 1994          | The Crow                                     | Da        | Nu          |                                                                  | [ 8 ]  |
| ianuarie 27, 1995     | Highlander III: The Sorcerer                 | Da        | Nu          |                                                                  | [ 8 ]  |
| aprilie 11, 1995 †    | The Road Killers                             | Da        | Nu          |                                                                  | [ 8 ]  |
| septembrie 1, 1995    | The Prophecy                                 | Nu        | Da          |                                                                  | [ 10 ] |
| septembrie 12, 1995 † | Children of the Corn III: Urban Harvest      | Nu        | Da          |                                                                  | [ 11 ] |
| septembrie 29, 1995   | Halloween: The Curse of Michael Myers        | Nu        | Da          |                                                                  | [ 12 ] |
| decembrie 19, 1995 †  | Men of War                                   | Nu        | Da          |                                                                  | [ 12 ] |
| ianuarie 19, 1996     | From Dusk till Dawn                          | Da        | Da          | Co-producție cu A Band Apart și Los Hooligans Productions        | [ 13 ] |
| martie 8, 1996        | Hellraiser: Bloodline                        | Da        | Da          |                                                                  | [ 14 ] |
| iulie 26, 1996        | Supercop                                     | Nu        | Da          |                                                                  | [ 15 ] |
| august 16, 1996       | Supercop 2                                   | Nu        | Da          |                                                                  |        |
| august 30, 1996       | Crime Story                                  | Nu        | Da          |                                                                  | [ 15 ] |
| august 30, 1996       | The Crow: City of Angels                     | Da        | Da          |                                                                  | [ 16 ] |
| septembrie 17, 1996   | The Shooter                                  | Nu        | Da          |                                                                  | [ 12 ] |
| octombrie 8, 1996 †   | Children of the Corn IV: The Gathering       | Da        | Da          |                                                                  | [ 11 ] |
| noiembrie 29, 1996    | Adrenalin: Fear the Rush                     | Nu        | Da          |                                                                  | [ 17 ] |
| decembrie 20, 1996    | Scream                                       | Da        | Da          | Co-producție cu Woods Entertainment                              | [ 18 ] |
| februarie 28, 1997 †  | Fist of Legend                               | Nu        | Da          |                                                                  | [ 19 ] |
| iulie 18, 1997        | Operation Condor                             | Nu        | Da          |                                                                  | [ 19 ] |
| iulie 18, 1997        | Operation Condor 2: The Armor of the Gods    | Nu        | Da          |                                                                  | [ 20 ] |
| august 22, 1997       | Mimic                                        | Da        | Da          | Co-producție cu Miramax                                          | [ 20 ] |
| august 22, 1997       | Nirvana                                      | Nu        | Da          |                                                                  | [ 21 ] |
| decembrie 12, 1997    | Scream 2                                     | Da        | Da          | Co-producție cu Konrad Pictures                                  | [ 22 ] |
| decembrie 16, 1997 †  | Bounty Hunters                               | Nu        | Da          |                                                                  |        |
| ianuarie 20, 1998 †   | The Prophecy II                              | Da        | Da          |                                                                  | [ 23 ] |
| ianuarie 23, 1998     | Phantoms                                     | Da        | Da          |                                                                  | [ 24 ] |
| februarie 20, 1998    | Senseless                                    | Da        | Da          |                                                                  | [ 25 ] |
| aprilie 17, 1998      | Nightwatch                                   | Da        | Da          |                                                                  | [ 20 ] |
| martie 27, 1998       | Ride                                         | Da        | Da          |                                                                  | [ 26 ] |
| mai 27, 1998          | I Got the Hook Up                            | Nu        | Da          |                                                                  | [ 27 ] |
| iunie 21, 1998 †      | Children of the Corn V: Fields of Terror     | Da        | Da          |                                                                  | [ 11 ] |
| august 5, 1998        | Halloween H20: 20 Years Later                | Da        | Da          |                                                                  | [ 28 ] |
| august 14, 1998       | Air Bud: Golden Receiver                     | Da        | Da          |                                                                  | [ 29 ] |
| decembrie 25, 1998    | The Faculty                                  | Da        | Da          | Co-producție cu Los Hooligans Productions                        | [ 30 ] |
| martie 16, 1999 †     | From Dusk Till Dawn 2: Texas Blood Money     | Da        | Da          | Co-producție cu A Band Apart și Los Hooligans Productions        | [ 31 ] |
| aprilie 9, 1999       | Twin Dragons                                 | Nu        | Da          |                                                                  | [ 32 ] |
| aprilie 23, 1999      | eXistenZ                                     | Nu        | Da          |                                                                  | [ 33 ] |
| august 3, 1999 †      | Tale of the Mummy                            | Nu        | Da          |                                                                  | [ 23 ] |
| august 20, 1999       | Teaching Mrs. Tingle                         | Nu        | Da          |                                                                  | [ 34 ] |
| august 25, 1999       | In Too Deep                                  | Da        | Da          |                                                                  | [ 35 ] |
| octombrie 19, 1999 †  | Children of the Corn 666: Isaac's Return     | Da        | Da          |                                                                  | [ 11 ] |

### Anii 2000
| Lansare SUA           | Titlu                                          | Producție | Distribuție | Note | Ref.    |
| --------------------- | ---------------------------------------------- | --------- | ----------- | --- | ------- |
| ianuarie 18, 2000 †   | From Dusk Till Dawn 3: The Hangman's Daughter  | Da        | Da          | Co-producție cu A Band Apart și Los Hooligans Productions                                                                     | [ 31 ]  |
| februarie 4, 2000     | Scream 3                                       | Da        | Da          | | [ 36 ]  |
| februarie 25, 2000    | Reindeer Games                                 | Da        | Da          | | [ 37 ]  |
| martie 14, 2000 †     | The Prophecy 3: The Ascent                     | Da        | Da          | | [ 36 ]  |
| iunie 14, 2000 †      | The Crow: Salvation                            | Nu        | Da          | | [ 16 ]  |
| iunie 16, 2000        | Boys and Girls                                 | Nu        | Da          | | [ 34 ]  |
| iulie 7, 2000         | Scary Movie                                    | Da        | Da          | Co-producție cu Wayans Bros. Entertainment                                                                                    | [ 20 ]  |
| septembrie 1, 2000    | Highlander: Endgame                            | Da        | Da          | | [ 38 ]  |
| septembrie 8, 2000    | Backstage                                      | Da        | Da          | | [ 39 ]  |
| octombrie 3, 2000 †   | Hellraiser: Inferno                            | Da        | Da          | | [ 40 ]  |
| octombrie 17, 2000 †  | Beowulf                                        | Nu        | Da          | | [ 8 ]   |
| octombrie 20, 2000    | The Legend of Drunken Master                   | Nu        | Da          | | [ 15 ]  |
| decembrie 22, 2000    | Dracula 2000                                   | Da        | Da          | | [ 41 ]  |
| martie 9, 2001        | Get Over It                                    | Nu        | Da          | | [ 42 ]  |
| martie 30, 2001       | Spy Kids                                       | Da        | Da          | Co-producție cu Troublemaker Studios                                                                                          | [ 20 ]  |
| mai 15, 2001 †        | Bounty Hunters 2: Hardball                     | Nu        | Da          | | [ 43 ]  |
| iulie 4, 2001         | Scary Movie 2                                  | Da        | Da          | Co-producție cu Wayans Bros. Entertainment                                                                                    | [ 44 ]  |
| iulie 17, 2001 †      | Mimic 2                                        | Da        | Da          | | [ 45 ]  |
| august 10, 2001       | The Others                                     | Nu        | Da          | | [ 46 ]  |
| august 24, 2001       | Jay and Silent Bob Strike Back                 | Da        | Da          | | [ 47 ]  |
| august 31, 2001       | O                                              | Da        | Nu          | | [ 48 ]  |
| octombrie 9, 2001 †   | Children of the Corn: Revelation               | Nu        | Da          | | [ 11 ]  |
| noiembrie 30, 2001    | Texas Rangers                                  | Nu        | Da          | | [ 49 ]  |
| ianuarie 4, 2002      | Impostor                                       | Da        | Da          | | [ 50 ]  |
| martie 12, 2002       | Mexico City                                    | Nu        | Da          | |         |
| iunie 18, 2002 †      | Beneath Loch Ness                              | Da        | Da          | | [ 51 ]  |
| iulie 12, 2002        | Halloween: Resurrection                        | Da        | Da          | | [ 52 ]  |
| august 7, 2002        | Spy Kids 2: The Island of Lost Dreams          | Da        | Da          | Co-producție cu Troublemaker Studios                                                                                          | [ 53 ]  |
| august 13, 2002 †     | The Accidental Spy                             | Nu        | Da          | | [ 54 ]  |
| octombrie 11, 2002    | Below                                          | Da        | Da          | | [ 55 ]  |
| octombrie 15, 2002 †  | Hellraiser: Hellseeker                         | Da        | Da          | Co-producție cu Miramax | [ 56 ]  |
| octombrie 25, 2002    | Paid in Full                                   | Da        | Nu          | | [ 57 ]  |
| noiembrie 27, 2002    | They                                           | Da        | Da          | Co-producție cu Focus Features                                                                                                | [ 58 ]  |
| decembrie 6, 2002     | Equilibrium                                    | Da        | Da          | | [ 59 ]  |
| decembrie 17, 2002 †  | For the Cause                                  | Da        | Da          | Original title: Final Encounter                                                                                               | [ 60 ]  |
| ianuarie 14, 2003 †   | Tangled                                        | Nu        | Da          | | [ 61 ]  |
| iunie 7, 2003 †       | Dracula II: Ascension                          | Nu        | Da          | | [ 62 ]  |
| iulie 25, 2003        | Spy Kids 3-D: Game Over                        | Da        | Da          | Co-producție cu Troublemaker Studios                                                                                          | [ 63 ]  |
| august 22, 2003       | My Boss's Daughter                             | Da        | Da          | | [ 64 ]  |
| septembrie 12, 2003   | Once Upon a Time in Mexico                     | Da        | Da          | Co-producție cu Columbia Pictures și Troublemaker Studios International distributor                                           | [ 65 ]  |
| septembrie 22, 2003 † | The Hole                                       | Nu        | Da          | Co-producție cu Pathé | [ 66 ]  |
| octombrie 14, 2003 †  | Mimic: Sentinel                                | Da        | Da          | | [ 67 ]  |
| octombrie 24, 2003    | Scary Movie 3                                  | Da        | Da          | | [ 68 ]  |
| noiembrie 26, 2003    | Bad Santa                                      | Da        | Da          | Co-producție cu Columbia Pictures                                                                                             | [ 69 ]  |
| martie 5, 2004        | Starsky & Hutch                                | Da        | Da          | Co-producție cu Warner Bros.                                                                                                  | [ 70 ]  |
| mai 7, 2004           | Shade                                          | Nu        | Da          | | [ 71 ]  |
| septembrie 17, 2004   | Mr. 3000                                       | Da        | Nu          | Co-producție cu Touchstone Pictures                                                                                           | [ 72 ]  |
| septembrie 28, 2004 † | Track Down                                     | Nu        | Da          | | [ 73 ]  |
| decembrie 25, 2004    | Darkness                                       | Nu        | Da          | | [ 74 ]  |
| ianuarie 15, 2005     | The I Inside                                   | Nu        | Da          | |         |
| februarie 25, 2005    | Cursed                                         | Da        | Da          | Co-producție cu Outerbanks Entertainment                                                                                      | [ 75 ]  |
| aprilie 1, 2005       | Sin City                                       | Da        | Da          | Co-producție cu Troublemaker Studios                                                                                          | [ 76 ]  |
| aprilie 15, 2005      | The Amityville Horror                          | Da        | Nu          | Co-producție cu Metro-Goldwyn-maier                                                                                           | [ 77 ]  |
| aprilie 26, 2005 †    | The Nameless                                   | Nu        | Da          | | [ 74 ]  |
| mai 13, 2005          | Mindhunters                                    | Da        | Da          | | [ 78 ]  |
| iunie 4, 2005         | The Crow: Wicked Prayer                        | Da        | Da          | | [ 79 ]  |
| iunie 7, 2005 †       | Hellraiser: Deader                             | Da        | Da          | | [ 56 ]  |
| iunie 7, 2005 †       | The Prophecy: Uprising                         | Da        | Da          | | [ 80 ]  |
| iunie 10, 2005        | The Adventures of Sharkboy and Lavagirl in 3-D | Da        | Da          | Co-producție cu Columbia Pictures și Troublemaker Studios                                                                     | [ 81 ]  |
| iulie 12, 2005 †      | Dracula III: Legacy                            | Da        | Da          | | [ 62 ]  |
| august 26, 2005       | The Brothers Grimm                             | Da        | Da          | Co-producție cu Metro-Goldwyn-maier și Mosaic Media Group                                                                     | [ 82 ]  |
| septembrie 6, 2005 †  | Hellraiser: Hellworld                          | Da        | Da          | Co-producție cu Miramax | [ 56 ]  |
| septembrie 6, 2005 †  | The Prophecy: Forsaken                         | Da        | Da          | | [ 83 ]  |
| septembrie 16, 2005   | Venom                                          | Da        | Da          | Co-producție cu Outerbanks Entertainment                                                                                      | [ 84 ]  |
| octombrie 18, 2005    | Curandero                                      | Da        | Da          | Co-producție cu Rodriguez International Pictures                                                                              | [ 85 ]  |
| decembrie 25, 2005    | Wolf Creek                                     | Nu        | Da          | | [ 86 ]  |
| aprilie 14, 2006      | Scary Movie 4                                  | Da        | Da          | Co-producție cu Miramax | [ 68 ]  |
| mai 2, 2006 †         | Ritual                                         | Nu        | Da          | | [ 87 ]  |
| august 11, 2006       | Pulse                                          | Nu        | Da          | | [ 88 ]  |
| septembrie 22, 2006   | Feast                                          | Da        | Da          | | [ 89 ]  |
| septembrie 29, 2006   | Schools for Scoundrels                         | Da        | Da          | Co-distribution with Metro-Goldwyn-maier                                                                                      | [ 90 ]  |
| decembrie 25, 2006    | Black Christmas                                | Da        | Da          | Co-distribution with Metro-Goldwyn-maier                                                                                      | [ 91 ]  |
| ianuarie 30, 2007 †   | The Gathering                                  | Nu        | Da          | | [ 92 ]  |
| aprilie 6, 2007       | Grindhouse                                     | Da        | Da          | | [ 93 ]  |
| aprilie 6, 2007       | Death Proof                                    | Da        | Da          | Co-producție cu Troublemaker Studios                                                                                          | [ 93 ]  |
| iunie 15, 2007        | DOA: Dead or Alive                             | Nu        | Da          | Released on DVD under Dimension Extreme label septembrie 11, 2007                                                             | [ 94 ]  |
| iunie 22, 2007        | 1408                                           | Da        | Nu          | Co-producție cu Metro-Goldwyn-maier                                                                                           | [ 95 ]  |
| iulie 27, 2007        | Who's Your Caddy?                              | Da        | Da          | Co-distribution with Metro-Goldwyn-maier; produced by Our Stories Films                                                       | [ 96 ]  |
| august 31, 2007       | Halloween                                      | Da        | Nu          | Co-producție cu Metro-Goldwyn-maier                                                                                           | [ 52 ]  |
| septembrie 11, 2007 ∈ | Dirty Sanchez: The Movie                       | Nu        | Da          | | [ 97 ]  |
| septembrie 25, 2007 ∈ | Broken                                         | Nu        | Da          | | [ 98 ]  |
| octombrie 9, 2007 ∈   | Black Sheep                                    | Nu        | Da          | Theatrical distribution by The Weinstein Company                                                                              | [ 99 ]  |
| octombrie 23, 2007 ∈  | Buried Alive                                   | Nu        | Da          | | [ 100 ] |
| noiembrie 13, 2007 ∈  | Welcome to the Jungle                          | Nu        | Da          | | [ 101 ] |
| noiembrie 21, 2007    | The Mist                                       | Da        | Da          | Co-distribution with Metro-Goldwyn-maier                                                                                      | [ 102 ] |
| februarie 5, 2008 ∈   | Storm Warning                                  | Nu        | Da          | | [ 103 ] |
| februarie 19, 2008 ∈  | Nightmare Detective                            | Nu        | Da          | | [ 104 ] |
| martie 4, 2008 ∈      | Automaton Transfusion                          | Nu        | Da          | | [ 105 ] |
| martie 18, 2008 ∈     | 13: Game of Death                              | Nu        | Da          | | [ 106 ] |
| martie 28, 2008       | Superhero Movie                                | Da        | Da          | Co-distribution with Metro-Goldwyn-maier                                                                                      | [ 107 ] |
| aprilie 15, 2008 ∈    | Inside                                         | Nu        | Da          | | [ 108 ] |
| aprilie 25, 2008      | Rogue                                          | Da        | Da          | Co-producție cu Village Roadshow Pictures și Emu Creek Pictures; released on DVD under Dimension Extreme label august 5, 2008 | [ 109 ] |
| mai 6, 2008 ∈         | Teeth                                          | Nu        | Da          | | [ 110 ] |
| mai 20, 2008 ∈        | Diary of the Dead                              | Nu        | Da          | | [ 111 ] |
| mai 20, 2008 ∈        | Night of the Living Dead                       | Nu        | Da          | | [ 112 ] |
| iunie 6, 2008         | The Promotion                                  | Da        | Nu          | | [ 113 ] |
| iulie 1, 2008 ∈       | Triloquist                                     | Nu        | Da          | | [ 114 ] |
| iulie 15, 2008 ∈      | Steel Trap                                     | Nu        | Da          | | [ 115 ] |
| august 8, 2008        | Hell Ride                                      | Da        | Da          | Released on DVD under Dimension Extreme label octombrie 28, 2008                                                              | [ 116 ] |
| august 12, 2008 ∈     | The Killing Gene                               | Nu        | Da          | Original title: WΔZ | [ 117 ] |
| august 19, 2008∈      | The Wizard of Gore                             | Nu        | Da          | | [ 118 ] |
| august 22, 2008       | The Longshots                                  | Da        | Nu          | Co-producție cu Metro-Goldwyn-maier                                                                                           | [ 119 ] |
| septembrie 23, 2008 ∈ | The Mother of Tears                            | Nu        | Da          | | [ 120 ] |
| septembrie 30, 2008 ∈ | Pulse 2: Afterlife                             | Nu        | Da          | | [ 121 ] |
| octombrie 7, 2008 ∈   | Feast II: Sloppy Seconds                       | Nu        | Da          | | [ 122 ] |
| noiembrie 7, 2008     | Soul Men                                       | Da        | Nu          | Co-producție cu Metro-Goldwyn-maier                                                                                           | [ 123 ] |
| noiembrie 18, 2008 ∈  | The Zombie Diaries                             | Nu        | Da          | | [ 124 ] |
| decembrie 5, 2008 ∈   | Extreme Movie                                  | Nu        | Da          | | [ 125 ] |
| decembrie 23, 2008∈   | Pulse 3                                        | Nu        | Da          | | [ 126 ] |
| ianuarie 6, 2009 ∈    | Eden Lake                                      | Nu        | Da          | | [ 127 ] |
| ianuarie 20, 2009 ∈   | King of the Hill                               | Nu        | Da          | Original title: King of the Mountain                                                                                          | [ 128 ] |
| februarie 17, 2009 ∈  | Feast III: The Happy Finish                    | Nu        | Da          | | [ 125 ] |
| martie 3, 2009 ∈      | Dead in 3 Days                                 | Nu        | Da          | | [ 129 ] |
| aprilie 21, 2009 ∈    | Dante 01                                       | Nu        | Da          | | [ 125 ] |
| mai 12, 2009 ∈        | Kill Buljo                                     | Nu        | Da          | | [ 125 ] |
| august 28, 2009       | Halloween II                                   | Da        | Da          | | [ 130 ] |
| octombrie 16, 2009    | Janky Promoters                                | Da        | Nu          | | [ 131 ] |
| noiembrie 25, 2009    | The Road                                       | Da        | Da          | | [ 132 ] |

### Anii 2010
| Lansare SUA          | Titlu                               | Producție | Distribuție | Note | Ref.            |
| -------------------- | ----------------------------------- | --------- | ----------- | --- | --------------- |
| ianuarie 8, 2010     | Youth in Revolt                     | Da        | Da          | | [ 133 ]         |
| februarie 9, 2010    | Hurricane Season                    | Da        | Nu          | | [ 134 ]         |
| august 20, 2010      | Piranha 3D                          | Da        | Da          | | [ 135 ]         |
| aprilie 15, 2011     | Scream 4                            | Da        | Da          | Co-producție cu Corvus Corvax and Outerbanks Entertainment | [ 36 ]          |
| august 19, 2011      | Spy Kids: All the Time in the World | Da        | Da          | Co-producție cu Troublemaker Studios | [ 136 ]         |
| august 30, 2011 ∈    | Children of the Corn: Genesis       | Da        | Da          | | [ 137 ]         |
| septembrie 2, 2011   | Apollo 18                           | Da        | Da          | | [ 138 ]         |
| septembrie 23, 2011  | Livid                               | Nu        | Da          | | [ 139 ]         |
| octombrie 11, 2011 ∈ | Zombie Diaries 2                    | Nu        | Da          | | [ 140 ]         |
| octombrie 18, 2011 ∈ | Hellraiser: Revelations             | Da        | Da          | | [ 140 ]         |
| iunie 1, 2012        | Piranha 3DD                         | Da        | Da          | | [ 141 ]         |
| februarie 22, 2013   | Dark Skies                          | Nu        | Da          | Co-distribution with Alliance Films și Blumhouse Productions | [ 142 ]         |
| aprilie 12, 2013     | Scary Movie 5                       | Da        | Da          | | [ 143 ]         |
| mai 10, 2013         | Aftershock                          | Nu        | Da          | Co-distribuție cu Radius-TWC | [ 144 ]         |
| iunie 21, 2013       | Compulsion                          | Nu        | Da          | | [ 145 ]         |
| octombrie 11, 2013   | All the Boys Love Mandy Lane        | Da        | Nu          | | [ 146 ]         |
| ianuarie 14, 2014    | Penthouse North                     | Nu        | Da          | | [ 147 ]         |
| aprilie 18, 2014     | 13 Sins                             | Da        | Da          | Co-distribuție cu Radius-TWC; Co-producție cu Blumhouse Productions | [ 148 ]         |
| august 22, 2014      | Sin City: A Dame to Kill For        | Nu        | Da          | | [ 149 ]         |
| octombrie 31, 2014   | Horns                               | Nu        | Da          | Co-distribuție cu Radius-TWC | [ 150 ]         |
| februarie 27, 2015   | Everly                              | Nu        | Da          | | [ 151 ]         |
| octombrie 17, 2015   | Kristy                              | Nu        | Da          | Co-distribution with The Weinstein Company; Co-producție cu David Kirschner Productions | [ 152 ]         |
| iunie 17, 2016       | Clown                               | Da        | Da          | Co-producție cu Cross Creek Pictures, PS 260, Vertebra Films, Zed Filmworks, Method Studios și Dragonfly Entertainment | [ 144 ]         |
| iulie 29, 2016       | Viral                               | Da        | Da          | Co-distribuție cu Radius-TWC; Co-producție cu Blumhouse Productions | [ 153 ]         |
| noiembrie 4, 2016    | Army of One                         | Da        | Nu          | | [ 154 ]         |
| octombrie 10, 2017   | Demonic                             | Nu        | Da          | | [ 155 ]         |
| octombrie 28, 2017   | Amityville: The Awakening           | Da        | Da          | Co-distribuție cu Radius-TWC; Co-producție cu Blumhouse Productions | [ 156 ]         |
| februarie 13, 2018   | Hellraiser: Judgment                | Da        | Nu          | Distribuție de Lionsgate Films | [ 157 ]         |
| martie 13, 2018      | Children of the Corn: Runaway       | Da        | Nu          | Distribuție de Lionsgate Films | [ 158 ]         |
| octombrie 11, 2019   | Polaroid                            | Da        | Da          | Co-distribuție internațională cu Lantern Entertainment și 13 Films; distribuție în SUA de Vertical Entertainment; ultimul film produs de Dimension Films urmând cazurilor de hărțuire sexuală împotriva lui Harvey Weinstein în noiembrie 2017 | [ 159 ] [ 160 ] |